# Body on Me (Rita Ora)
Body on Me è un brano della cantante britannica Rita Ora, estratto come terzo singolo dal suo imminente nuovo album. Il brano, pubblicato il 7 agosto 2015, vede la collaborazione del cantante statunitense Chris Brown.

## Promozione e pubblicazione
Il 24 luglio 2015, i due cantanti annunciano al pubblico la loro collaborazione pubblicando sui loro profili Instagram un'anteprima del video musicale prodotto per il singolo. Il 6 agosto vengono rivelati l'audio e la copertina del singolo, e il giorno dopo il brano viene pubblicato.
Il 25 agosto 2015 è stato rilasciato un remix ufficiale del singolo, dal ritmo più veloce. Alla collaborazione di Chris Brown si aggiunge la partecipazione del rapper statunitense Fetty Wap, autore del remix.

## Il video musicale
Il video musicale prodotto per il singolo, diretto da Colin Tilley e girato a Los Angeles, è stato pubblicato il 18 agosto 2015 sul canale Vevo di Rita Ora.
I cantanti interpretano due vicini di casa che si ammirano segretamente dalle finestre delle loro stanze e si incontrano nei loro appartamenti per condividere insieme dei momenti passionali.